# Punahyrax
Punahirax es un género extinto de mamíferos placentarios de la familia Archaeohyracidae (Notoungulados), endémicos de América del Sur. Restos de este género han sido hallados en las localidades de la Formación Geste, en Antofagasta de la Sierra, provincia de Catamarca, y Pozuelos, provincia de Salta, en Argentina. Estos sitios son considerados con dudas como de Edad Mamífero Mustersense, Eoceno tardío.

## Etimología
Punahyrax es un nombre compuesto que hace referencia a la Puna, nombre en quechua del altiplano central de la cordillera de los Andes, y a "-hyrax", sufijo comúnmente usado para los arquehirácidos. El epíteto específico de la especie tipo, Punahyrax bondesoi, hace honor al paleontólogo Pedro Bondesio.

## Generalidades
Punahyrax fue uno de los arquohirácidos más pequeños, un 30% más chico que Archeohyrax. Se destaca por la ausencia del cíngulo anterolingual en los molares superiores y de foseta del trígonido en los molares inferiores.

## Tipo
El holotipo (MLP 88-V-10-6) es fragmento de una mandíbula con el segundo molar que se encuentra alojado en el Museo de La Plata, Argentina.